# Jeffrey Bruinsma
Jeffrey Bruinsma (Den Haag, 30 april 1977) is een Nederlandse jazz-violist en componist.
Bruinsma studeerde aan het conservatorium van Amsterdam. Hij is de oprichter van de groep het Bruinsma Syndicaat, die in verschillende bezettingen impressionistische kamermuziek en jazzrock (in de traditie van bijvoorbeeld Weather Report en de elektrische periode van Miles Davis) speelt. De groep is vernoemd naar de geliquideerde topcrimineel Klaas Bruinsma.
Hij componeerde in opdracht van Scapino Ballet in Rotterdam muziek voor een dansvoorstelling van choreograaf Ed Wubbe en voerde de muziek ook live uit bij voorstellingen. In 2006 won hij in het Bimhuis de Deloitte Jazz Award. In 2007 werkte hij (met bassist Brice Soniano) opnieuw samen met een choreograaf, David Middendorp, voor twee voorstellingen. In 2008 kwam hij met zijn eerste cd, Area 51, een live-album met zijn Bruinsma Syndicaat, met daarin onder meer Jesse van Ruller. Met David Middendorp (met wie Bruinsma de stichting Area 51 oprichtte) maakte hij dat jaar en in 2009 een paar dansvoorstellingen.
Sinds 2007 geeft Bruinsma les aan het conservatorium in Amsterdam.
- MusicBrainz: 836517b2-0086-45e7-8afe-b0f410f27dc6
- Virtual International Authority File: 4297149844954702960004